# باکومن
باکومن (به انگلیسی: Bakuman) مجموعه مانگا ژاپنی است که توسط تسوگومی اوبا نوشته شده و توسط تاکشی اوباتا تصویرسازی شده که از اوت ۲۰۰۸ تا آوریل ۲۰۱۲ در هفته‌نامه شونن جامپ منتشر شد و ۱۷۶ چپتر آن در ۲۰ جلد تانکوبون گردآوری شد.
داستان دربارهٔ یک هنرمند با استعداد به نام موریتاکا ماشیرو و یک نویسنده مشتاق به نام آکیتو تاکاگی است که آرزو دارند مانگاکا شوند. ماشیرو به عنوان تصویرساز و تاکاگی به عنوان نویسنده شروع به این کار می‌کنند. برخی از شخصیت‌ها شبیه نویسندگان و ویراستاران واقعی مجله هفته‌نامه شونن جامپ هستند و بسیاری از عناوین مانگا که در بوکامن نام آنها آورده شده در واقع در این مجله منتشر شده‌اند.
مجموعه تلویزیونی انیمه اقتباسی ساخته استودیو جی.سی.استاف به مدت سه فصل از اکتبر ۲۰۱۰ تا مارس ۲۰۱۳ در ۷۵ قسمت از تلویزیون آموزشی ان‌اچ‌کی پخش شد. همچنین یک فیلم اقتباسی لایو اکشن در اکتبر ۲۰۱۵ اکران شد. این اثر بیش از ۱۵ میلیون نسخه فروش داشته است.